# Чандрово
Ча́ндрово (рос. Чандрово, чув. Чантӑр) — присілок у складі Чебоксарського міського округу Чувашії, Росія.
Населення — 813 осіб (2010; 892 у 2002).
Національний склад:
- чуваші — 86 %